# John Ireland (aktor)
John Benjamin Ireland (ur. 30 stycznia 1914 w Vancouver, zm. 21 marca 1992 w Santa Barbara) – kanadyjski aktor, reżyser i producent filmowy.
Nominowany do Oscara dla najlepszego aktora drugoplanowego za rolę Jacka Burdena w dramacie Roberta Rossena Gubernator (1949). 8 lutego 1960 otrzymał własną gwiazdę w Alei Gwiazd w Los Angeles przy 7021 Hollywood Blvd.

## Życiorys
Urodził się w Vancouver w Kolumbii Brytyjskiej. Nigdy nie poznał swojego biologicznego ojca; jego matka, Gracie Ferguson, szkocka nauczycielka grała na fortepianie, wyszła ponownie za mąż za Michaela Noone (Ferguson), irlandzkiego wodewilowca, z którym miała troje dzieci, córkę Kathryn oraz dwóch synów − Tommy’ego i Michaela. Od najmłodszych lat Ireland mieszkał w Nowym Jorku. Jego edukacja zakończyła się w siódmej klasie, potem pracował, aby pomóc swojej rodzinie związać koniec z końcem.
Był zawodowym pływakiem, zanim pojawił się na scenie. W 1941 debiutował na Broadwayu w roli sierżanta i mordercy w Makbecie Szekspira. Po raz pierwszy trafił na ekran w roli starszego szeregowego Windy’ego Cravena w dramacie wojennym Lewisa Milestone’a Spacer w słońcu (A Walk in the Sun, 1945) u boku Dany Andrewsa i Richarda Conte. Następnie został obsadzony w roli detektywa Oppenheimera w dramacie kryminalnym Za zielonymi światłami (Behind Green Lights, 1946) z Carole Landis. Użyczył głosu twardzielowi w dramacie kryminalnym Josepha L. Mankiewicza Gdzieś w nocy (Somewhere in the Night, 1946). W biograficznym dramacie historycznym Victora Fleminga Joanna d’Arc (1948) z Ingrid Bergman wystąpił jako kapitan Jean de la Boussac. Zastąpił Wendella Coreya, który zrezygnował z powodu choroby w roli generała Williama Quantrilla w westernie Williama Dieterle Czerwona Góra (Red Mountain, 1951) z udziałem Alana Ladda. Współreżyserował i współprodukował western Hannah Lee: An American Primitive (1953) z Macdonaldem Careyem i dramat kryminalny Szybcy i wściekli (The Fast and the Furious, 1954) z Dorothy Malone.
Od 10 grudnia 1960 do 16 czerwca 1962 grał postać inspektora ds. roszczeń ubezpieczeniowych Johna Huntera w serialu ITV Oszuści (The Cheaters). W latach 60. grał we włoskich produkcjach klasy B, w tym Dom siedmiu zwłok (The House of Seven Corpses, 1974) jako reżyser horrorów Eric Hartman, Salon Kitty (1976) w reż. Tinto Brass z Helmutem Bergerem i Cherleaderki szatana (Satan’s Cheerleaders, 1977) z Yvonne De Carlo.
W kolejnych latach często występował w filmach akcji lub horrorach. W filmie telewizyjnym ABC Marilyn: The Untold Story (1980) z Catherine Hicks zagrał postać reżysera Johna Hustona. W westernie telewizyjnym NBC Bonanza: następne pokolenie (Bonanza: The Next Generation, 1988) wystąpił w roli kapitana Aarona Cartwrighta.

## Życie prywatne
Jego nazwisko pojawiało się w ówczesnych tabloidach w związku z dużo młodszymi gwiazdkami, w tym Natalie Wood czy Sue Lyon. W 1959 wzbudził kontrowersje, spotykając się z 16–letnią aktorką Tuesday Weld, gdy miał 45 lat. Miał także romans z Shelley Winters (1947–1948) i Joan Crawford (1951), z którą spotkał się na planie Queen Bee (1955) i Widziałam, co zrobiłeś (I Saw What You Did, 1965).
Był trzykrotnie żonaty. 29 grudnia 1937 zawarł związek małżeński z Elaine Ruth Gudmand, z którą miał dwóch synów − John i Petera. 4 czerwca 1948 doszło do rozwodu. Od 7 sierpnia 1949 do 16 maja 1957 jego żoną była aktorka Joanne Dru. 22 lipca 1962 poślubił Daphne Myrick Cameron.

### Śmierć
Zmarł 21 marca 1992 w Santa Barbara w Kalifornii na białaczkę w wieku 78 lat.

## Filmografia

### Filmy
- 1946: Miasto bezprawia (My Darling Clementine) jako Billy Clanton
- 1948: Joanna d’Arc jako kapitan Jean de la Boussac
- 1948: Rzeka Czerwona (Red River) jako Cherry Valance
- 1949: Gubernator (All the King’s Men) jako Jack Burden
- 1949: Zabiłem Jessego Jamesa jako Bob Ford
- 1954: Szybcy i wściekli (The Fast and the Furious) jako Frank Webster
- 1951: Dolina zemsty jako Jen Strobie
- 1957: Pojedynek w Corralu O.K. jako Johnny Ringo
- 1958: Party Girl jako Louis Canetto
- 1960: Spartakus (Spartacus) jako Crixus
- 1961: Dzikus z prowincji (Wild in the Country) jako Phil Macy
- 1963: 55 dni w Pekinie (55 Days at Peking) jako sierżant Harry
- 1964: Upadek Cesarstwa Rzymskiego (The Fall of the Roman Empire) jako Ballomar
- 1968: Corri uomo corri jako Santillana
- 1975: Żegnaj, laleczko (Farewell, My Lovely) jako detektyw Nulty
- 1988: Posłaniec śmierci (Messenger of Death) jako Zenas Beecham

### Seriale
- 1960: Rawhide jako Winch
- 1962: Alfred Hitchcock przedstawia jako kapitan McCabe
- 1962: Rawhide jako Frank Trask
- 1963: Prawo Burke’a jako Orrin Lashwell
- 1965: Rawhide jako dr Joseph Merritt / Jed Colby
- 1965: Prawo Burke’a jako Bullock
- 1966: Strzały w Dodge City (Gunsmoke) jako Jed Coombs
- 1967: Bonanza jako Marshal Will Rimbau
- 1967: Strzały w Dodge City (Gunsmoke) jako Parker
- 1972: Mission: Impossible jako Andrew Metzger
- 1974: Planeta Małp jako Brun
- 1976: Domek na prerii jako Wendell Loudy
- 1978: Domek na prerii jako Frank Carlin
- 1979: Hawaii Five-O jako Phil Coleman
- 1981: Magnum jako Wyndom Jackson
- 1984: Hardcastle i McCormick jako Bucky Miller
- 1984: Santa Barbara jako John Ireland
- 1985: Airwolf jako Carl Barron
- 1987: Airwolf jako Hardesty
- 1991: Napisała: Morderstwo (Murder, She Wrote) jako szeryf Hainer